# Crocidura xantippe
Crocidura xantippe је сисар из реда Soricomorpha.

## Угроженост
Ова врста је наведена као последња брига, јер има широко распрострањење и честа је врста.

## Распрострањење
Врста има станиште у Кенији и Танзанији.

## Станиште
Станиште врсте су саване.